# Bat Out of Hell: Live with the Melbourne Symphony Orchestra
Bat out of Hell: Live with the Melbourne Symphony Orchestra (engl. für: Fledermaus aus der Hölle: Live mit dem Melbourne Symphony Orchestra) ist ein Livealbum sowie eine Konzert-DVD des US-amerikanischen Rocksängers Meat Loaf, das 2004 bei Mercury Records und Sanctuary erschien.
Das Album wurde am 20. und 22. Februar 2004 während Meat Loafs Australien-Tour aufgenommen. Meat Loaf wird für die Konzerte vom Melbourne Symphony Orchestra unterstützt. Wie der Name vermuten lässt, enthält das Album Live-Versionen der sieben Titel des 1977 erschienenen Album Bat out of Hell. Anzumerken ist, dass Heaven Can Wait auf der CD zu hören ist, jedoch bei keinem der beiden Konzerte live gespielt wurde.

## Titelliste
Alle Lieder wurden von Jim Steinman geschrieben.
1. Bat out of Hell – 11:48
2. You Took the Words Right out of My Mouth (Hot Summer Night) – 5:16
3. Heaven Can Wait – 5:09
4. All Revved Up with No Place to Go – 5:22
5. Two out of Three Ain't Bad – 5:42
6. Paradise by the Dashboard Light – 11:07
7. For Crying Out Loud – 10:45

### Limited Edition
Zusätzlich zur normalen CD erschien auch eine Limited Edition mit zwei weiteren Titeln und einer DVD.

Alle Lieder wurden, sofern nichts anderes angegeben, von Jim Steinman geschrieben.
Zusätzliche Titel auf der CD
1. I’d Do Anything for Love (But I Won’t Do That) – 11:05
2. Couldn't Have Said It Better (James Michael / Nikki Sixx) – 8:13

Titel auf der DVD
1. Two out of Three Ain't Bad – 8:44 (Live-Video)
2. Couldn't Have Said It Better – 5:44 (Michael / Sixx) (Original Musikvideo)
3. Did I Say That? – 4:52 (Michael) (Original Musikvideo)
4. Photogallery
5. Rock and Roll Dreams Come Through – 6:32 (nur Audio)
6. I'd Lie for You (And That's the Truth) – 5:05 (Diane Warren) (nur Audio)
7. Dead Ringer for Love – 5:17 (nur Audio)

## DVD-Version
Die beiden Konzerte wurden auch gefilmt und auf DVD unter dem Namen Live With the Melbourne Symphony Orchestra veröffentlicht. Die Tonspur ist in den Audiovarianten Stereo, 5.1 Dolby Digital und Digital Theatre Sound verfügbar. Die Sprache ist Englisch, es sind jedoch Untertitel in Englisch, Französisch, Deutsch, Italienisch und Spanisch verfügbar. Die Dauer des Konzertmitschnitts beträgt etwa 134 Minuten und ist im PAL-16:9-Bildformat, bzw. 4:3 als Extra.
Inhalt
DVD 1:
Alle Lieder wurden, sofern nichts anderes angegeben, von Jim Steinman geschrieben.
1. Life Is a Lemon and I Want My Money Back –  09:34
2. Mercury Blues –  07:52 (K. C. Douglas / Robert L. Geddins)
3. Dead Ringer for Love –  06:08
4. Testify –  07:43 (Kevin Griffin)
5. All Revved Up with No Place To Go –  07:15
6. You Took the Words Right out of My Mouth (Hot Summer Night) –  09:17
7. Couldn't Have Said It Better –  08:34 (James Michael / Nikki Sixx)
8. Two out of Three Ain't Bad –  08:40
9. Out of the Frying Pan (And into the Fire) –  11:58
10. For Crying Out Loud –  12:33
11. Paradise by the Dashboard Light –  19:19
12. I’d Do Anything for Love (But I Won't Do That) –  11:59
13. Bat out of Hell –  12:37

Als Bonusmaterial ist ein Audio-Kommentar von Meat Loaf dabei, bei dem er das gesamte Konzert kommentiert.
DVD 2:
Die zweite DVD enthält folgendes Bonusmaterial:
1. Question & Answers (Meat Loaf führt zu Bildern aus den Proben einen Monolog)
2. Pre-Show Ritual (zeigt das Ritual der Band vor einem Konzert)
3. Photogalerie (Diashow mit Konzertfotos)
4. Dolby Digital 5.1-Surround Sound

## Mitwirkende
- Meat Loaf – Sänger, Gitarre
- Patti Russo – weibliche Leadsängerin
- Paul Crook – Leadgitarre
- Randy Flowers – Gitarre, Keyboard, Backing Vocals
- Kasim Sulton – Bass, Backing Vocals, musikalischer Regisseur
- Mark Alexander – Keyboard, Backing Vocals
- John Miceli – Schlagzeug
- The Australian Boys Choir – Backing Vocals
- C.C. – Backing Vocals
- The Melbourne Symphony Orchestra unter der Leitung von Keith Levenson